# Self/less
Self/less is een Amerikaanse sciencefiction-thiller uit 2015, geregisseerd door Tarsem Singh

## Verhaal
De miljardair Damian Hale (Ben Kingsley) is ongeneeslijk ziek. Hij krijgt een aanbod om zijn geest te verplaatsen in een nieuw lichaam. Dit is een experiment waarmee hij akkoord gaat. Als hij wakker wordt in het nieuwe lichaam (Ryan Reynolds) geniet hij van zijn nieuwe leven tot hij flashbacks ziet uit het verleden van de vorige eigenaar. Als hij op onderzoek uit gaat naar zijn nieuwe verleden komt zijn mooie leventje in gevaar.

## Rolverdeling
| Acteur                | Personage                                        |
| --------------------- | ------------------------------------------------ |
| Ryan Reynolds         | jonge Damian Hale / Edward Kidner / Mark Bitwell |
| Natalie Martinez      | Madeline 'Maddie' Bitwell                        |
| Matthew Goode         | Professor Albright                               |
| Ben Kingsley          | Damian Hale                                      |
| Victor Garber         | Martin O'Neill                                   |
| Derek Luke            | Anton                                            |
| Jaynee-Lynne Kinchen  | Anna Bitwell                                     |
| Melora Hardin         | Judy O'Neill                                     |
| Michelle Dockery      | Claire Hale                                      |
| Samuel Page           | Carl                                             |
| Brendan McCarthy      | Anton 2                                          |
| Thomas Francis Murphy | Dr. Jensen                                       |